# Columbano Bordalo Pinheiro
Columbano Bordalo Pinheiro (Lisboa, 21 de noviembre de 1857-6 de noviembre de 1929) fue un pintor naturalista y realista portugués.

## Biografía

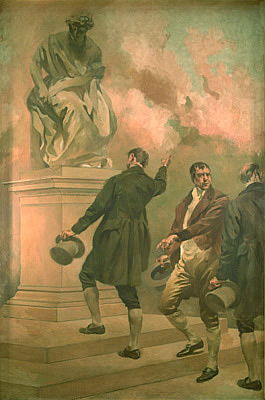
Manuel Borges Carneiro, por Columbano.

Era hijo del también pintor y escultor Manuel Maria Bordalo Pinheiro y hermano de los artistas Maria Augusta Bordalo Pinheiro y de Rafael Bordalo Pinheiro, creador del Zé Povinho. Inició su formación en la Academia de Bellas Artes de Lisboa, donde fue alumno de Simões de Almeida, escultor del romanticismo portugués. 
Para completar su formación, se fue a París, gracias a una beca de estudios costeada por el rey consorte Fernando II de Portugal, por aquel entonces ya viudo de la reina María II de Portugal. Allí recibió la influencia de pintores como Édouard Manet o Edgar Degas, que se manifestaron posteriormente en su obra. También en París tuvo lugar, en 1882, una exposición de su obra en el Salón de París. En dicha exposición se presentó al público su obra Soirée chez Lui, que fue bien acogida por la exigente crítica artística parisina.
De regreso a Portugal, se unió al Grupo do Leão, que pretendía renovar la estética artística del país. De este período son sus retratos de Ramalho Ortigão, Teófilo Braga, Eça de Queirós o Antero de Quental. También en esta época Columbano ilustró mediante frescos (los conocidos como Painéis dos Passos Perdidos) la sala de recepciones del Palácio de São Bento, en Lisboa.

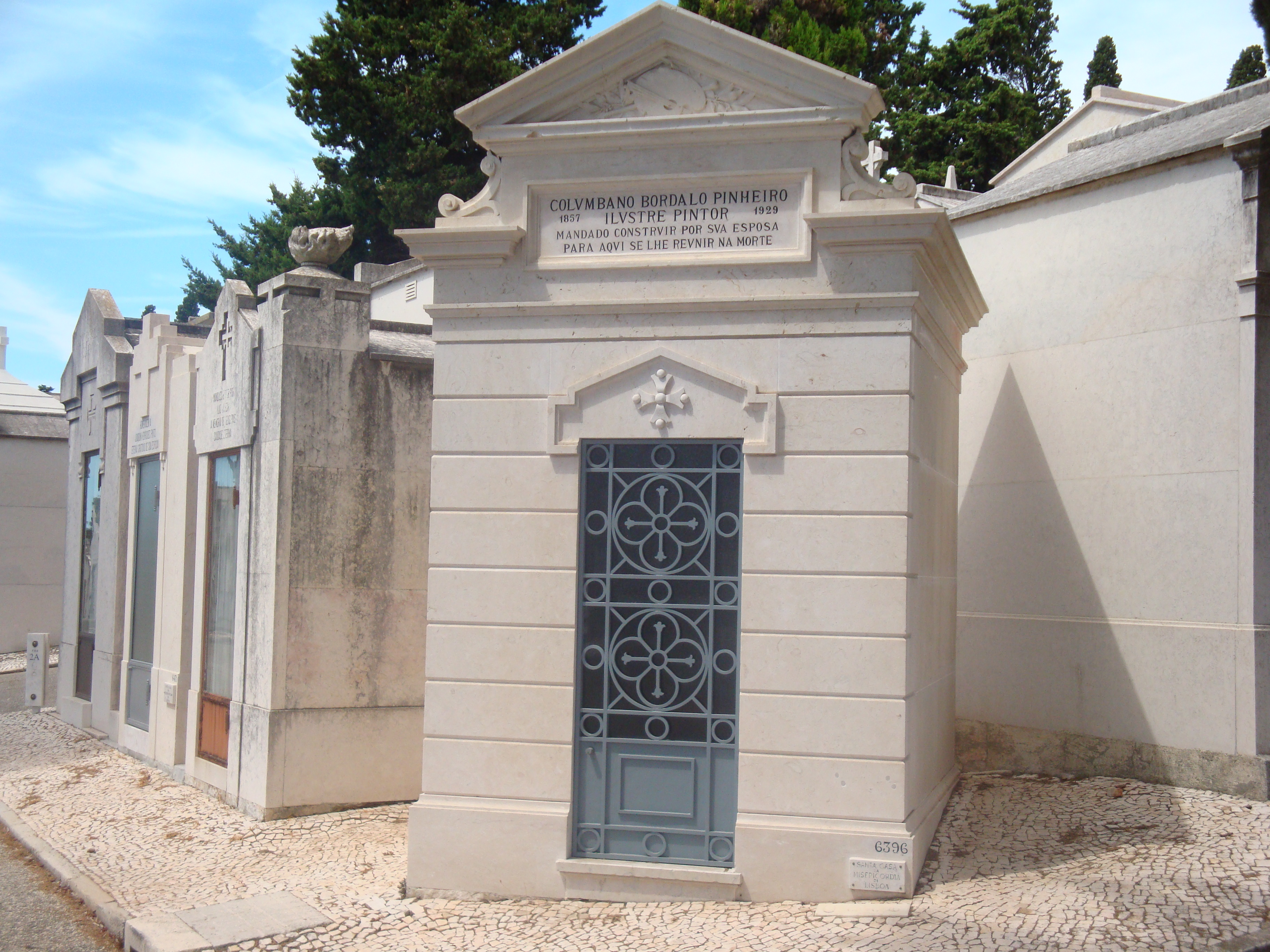
Busto de Columbano Bordalo Pinheiro en el Cemitério dos Prazeres, en Lisboa.

En 1884 retrató a su sobrino, el artista portugués Manuel Gustavo Bordalo Pinheiro. En 1901, se convirtió en profesor de pintura histórica en la Academia de Bellas Artes de Lisboa, donde se había formado, y en 1914 fue nombrado director del Museo de Chiado (el Museo Nacional de Arte Contemporáneo) por el nuevo régimen republicano recién instaurado, sucediendo así en el cargo a Carlos Reis.